# Bortigali
Bortigali (Bortigàle in sardo) è un comune italiano di 1 210 abitanti della provincia di Nuoro in Sardegna. Si trova nella subregione storica del Marghine.
Collocato ad anfiteatro ai piedi del trachitico monte Santu Padre, Bortigali è posto ad un'altitudine media di 510 metri. Si trova nelle vicinanze della strada statale 131 e per questa caratteristica è facilmente raggiungibile da tutte le parti della Sardegna. È uno dei pochi paesi in Sardegna ad avere un mulino ad acqua funzionante anche se non utilizzato.
Bortigali fa parte dell'Unione dei comuni del Marghine e del GAL Marghine.

## Geografia fisica

### Territorio

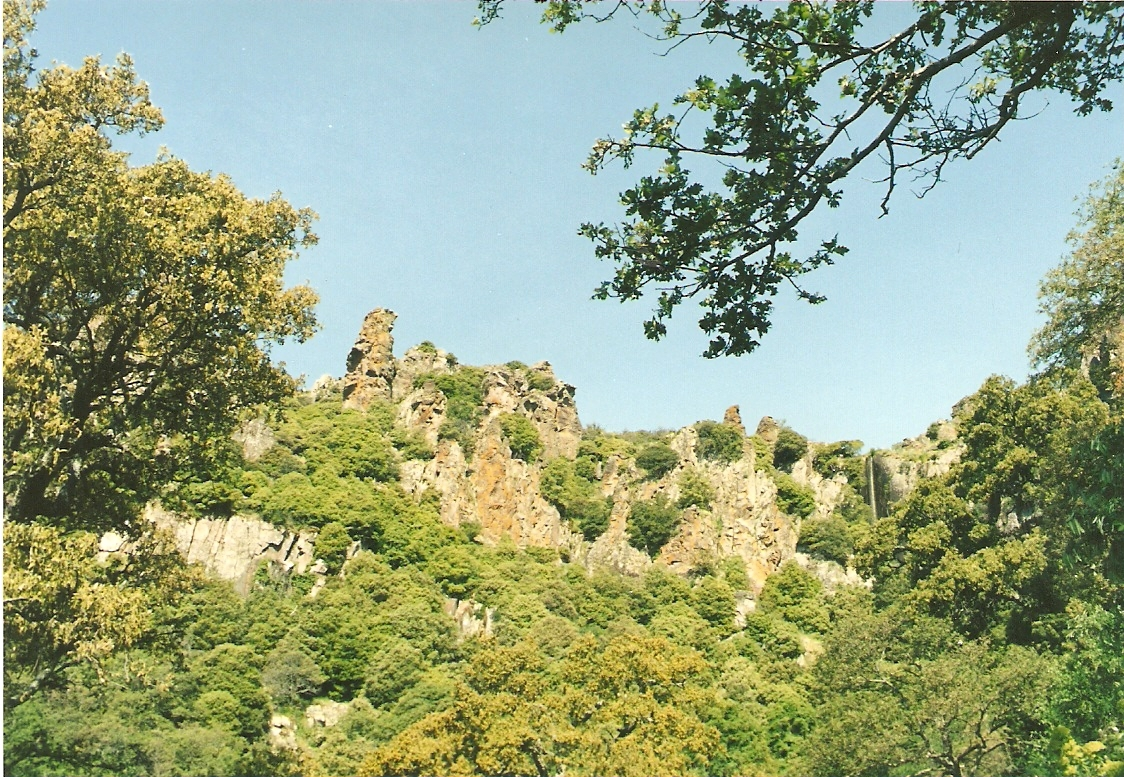
Roccioni a guglia lungo il sentiero Bortigali-Santu Padre.

Il territorio amministrativo del comune di Bortigali occupa una superficie di circa 67 km², e si estende dall'altopiano di Campeda a nord (600/700 metri s.l.m.) sino alla piana del rio Murtazzolu a sud (300/400), passando per le vette della catena del Marghine (1000/1100). È possibile visitarlo seguendo percorsi e itinerari di notevole interesse, alcuni dei quali già tracciati e valorizzati a cura del Comune, della Pro Loco e della sottosezione del CAI. Da segnalare in particolare il sentiero Natura da Bortigali a Mulargia che, attraverso un percorso ricco di importanti emergenze naturalistiche, permette di visitare anche i più significativi monumenti archeologici, giungendo infine alla frazione di Mulargia, piccolo borgo rurale che deve il suo nome alle mole di cui, sin dal periodo romano, era centro di produzione (se ne possono osservare ancora tanti esemplari nei cortili privati). Altro itinerario da segnalare è il sentiero Bortigali–Santu Padre che, passando per zone di elevato valore paesaggistico, raggiunge la vetta del monte Santu Padre (1.026 metri), una tra le più alte della catena del Marghine, da cui si può osservare un paesaggio che abbraccia buona parte della Sardegna centrale e sud-occidentale, dai monti del Gennargentu ai monti del Sulcis, dalle colline del Logudoro ai monti delle Baronie, sino al mare di Oristano e Bosa. Le sue alte pareti rocciose sono talvolta mèta del volo dei grifoni provenienti dalla colonia di Bosa-capo Marrargiu. La stessa vetta, raggiungibile anche in macchina, è da alcuni anni una delle basi più ricercate dagli appassionati di volo libero (parapendio  e deltaplano)
- Classificazione sismica: zona 4 (sismicità irrilevante), Ordinanza PCM n. 3274 del 20/03/2003[6]
- Classificazione climatica: zona D, 1636 GG[7]

## Origini del nome
Nella seduta del 3.08.2010 il Consiglio comunale di Bortigali (aderendo al Progetto dell'Atlante topografico sardo) ha deliberato che come toponimo ufficiale in lingua sarda debba essere adottato il termine "Bortigale". A supporto di tale deliberazione è stata presentata la seguente ricerca storico-linguistica:
| Documento                                                                                              | Data           | Lingua            | Termine             |
| --- | -------------- | ----------------- | ------------------- |
| Condaghe S. Nicola di Trullas (artt. 80 e 283)                                                         | fine 1100      | Sardo arcaico     | Ortucale            |
| Pagamento dei tributi ecclesiastici nella Diocesi di Ottana (dalle Rationes Decimarum Sardiniae)       | 1341-1347      | Latino            | Bertigale Orticali  |
| Codex Diplomaticus Sardiniae I 834 di Tola (dall'elenco dei villaggi firmatari della Pace di Eleonora) | 1388           | Sardo             | Bortigale           |
| Chorographia Sardiniae 140.4; 180.24 di G.F. Fara                                                      | 1580-1589      | Latino            | Borticale           |
| Relazione sullo stato della Chiesa algherese (da Quaderni Bolotanesi nº 36; Italo Bussa,)              | 1590           | Latino            | Bortigale           |
| Libru de la Ecclesia de Santa Maria de Saucu                                                           | 1606-1691      | Sardo             | Bortigale           |
| Relazione di Geronimo de Zabarain sullo Stato di Oliva (Quaderni Bolotanesi nº 13)                     | 1701           | Spagnolo          | Bortigali           |
| Registro Parrocchiale degli Atti di Battesimo e altri                                                  | 1740 e precc.  | Sardo             | Bortigale           |
| Documenti sulla Chiesa di S. Giuseppe                                                                  | 1696- 1776     | Spagnolo Italiano | Bortigaly Bortigali |
| Relazione di Vicente Mamely sugli Stati di Oliva (Quaderni Bolotanesi nº 10)                           | 1796           | Spagnolo          | Bortigali/y         |
| Città e villaggi della Sardegna dell'800 (Angius/Casalis)                                              | 1834 e segg    | Italiano          | Bortigali           |
| Poesie di Pantaleo Serra                                                                               | Anni '40-1979  | Sardo             | Bortigale Ortigale  |
| Poesie di Francesco Castia                                                                             | 1911-1960      | Sardo             | Bortigale           |
| Poesie di Celestino Caddeo                                                                             | Fine ‘800-1945 | Sardo             | Bortigale           |

Dagli esempi riportati, si può notare che, dopo le prime documentazioni (tutto sommato, però, poco significative, sia per l'arcaicità della lingua, sia per l'esiguità del numero di casi riscontrati) in cui il toponimo appare come Ortucale o Orticali, prende corpo il termine con la lettera B- iniziale, termine che si mantiene sino ai giorni nostri.
Tuttavia il termine più antico e più adatto a descrivere l'area sembra essere Ortigali da Ortigu = sughero, cioè zona ricca di sughere.
I documenti più significativi in merito sono sicuramente: il Libro della Chiesa di S. Maria de Sauccu (scritto nel 1600, con un sardo molto vicino all'attuale, e in cui è sempre riportato il termine Bortigale); i Quinque Libri della Parrocchia (che, nel periodo, verso il 1700, in cui venivano scritti in sardo, riportano anch'essi il toponimo Bortigale); le poesie dei poeti "dialettali" (scritte dalla fine del 1800 ai giorni nostri, quindi col sardo più “attuale”): tutti, da Pantaleo Serra a Francesco Castia, agli altri poeti della zona, nel dedicare le loro opere al paese, le intitolano quasi sempre "A Bortigale" (termine che ripetono anche all'interno della poesia).
Si può affermare quindi che la forma corretta per il toponimo nella parlata locale sia Bortigale (potrebbe essere consentito – anche se i puristi della lingua sono spesso contrari – l'utilizzo del termine 'Ortigale, con l'apostrofo, ma solo se preceduto da una vocale).

## Storia
La ricchezza di testimonianze archeologiche (soprattutto nuraghi e domus de janas) attesta la presenza umana già in età preistorica in un territorio che doveva distinguersi per la fertilità dei luoghi. Così come risultano testimoniati e documentati gli altri periodi sino al Medioevo (Mulargia era centro noto sulla strada Karalis-Turris Libissonis; il paese di Ortucale era citato nel Condaghe di San Nicola di Trullas (XII secolo). Secondo una tradizione non completamente documentata pare che il primo insediamento fosse una città punico-romana, poi distrutta, chiamata Berre. Si narra che sette famiglie superstiti formarono il primo nucleo del paese; la leggenda vuole che un vicinato della Bortigali di oggi si chiami proprio per questo motivo "Sette padeddas" (sette “padelle”, cioè sette “fuochi”, famiglie).
Nel periodo giudicale la villa di Bortigali fece parte della curatoria del Marghine nel giudicato di Torres. Nel 1259, caduto il giudicato, la curatorìa fu annessa al giudicato arborense. Alla fine del giudicato, nel 1420, la villa passò agli Aragonesi, che la concessero in feudo ai Centelles. Ceduta nel 1439 a Salvatore Cubello, fu inclusa nel marchesato di Oristano sino al 1478. Il paese tornò ad essere incluso nella contea di Oliva, infeudata prima ai Centelles e poi, per successione, ai Borgia. Il periodo in cui il paese acquista consistenza è sicuramente quello compreso tra i secoli XVI e XVII; risalgono infatti a questo periodo quasi tutte le numerose chiese, come pure gli architravi tardogotici che ancora si possono vedere nelle case dell'esteso centro storico. Estinta la famiglia dei Borgia, la villa fu concessa alla loro erede Maria Giuseppa Pimentel. Come molti altri villaggi del Marghine non ebbe un rapporto facile con i nuovi feudatari, che dalla Spagna facevano amministrare il feudo a funzionari senza scrupoli, così tra il 1774 e il 1785 si rifiutò apertamente di pagare i tributi e nel 1795 prese parte ai moti antifeudali (anche se alcuni tra i ricchi proprietari locali furono tra quelli che in qualche modo contrastarono il viaggio di Giovanni Maria Angioy tra i villaggi della Sardegna).
Nel 1821 la comunità di Bortigali fu inclusa nella provincia di Cuglieri – nella quale era anche capoluogo del distretto comprendente altri otto Comuni limitrofi (Birori, Borore, Dualchi, Lei, Macomer, Mulargia, Noragugume e Silanus) e nel 1843 cessò definitivamente il suo rapporto con gli ultimi feudatari. In questo secolo contava oltre 3 000 abitanti, era, con Bolotana, il centro più popoloso del Marghine e vi risiedevano molte famiglie nobiliari, che naturalmente portavano ricchezza e benessere.

Nel 1848, abolite le vecchie province, fu compreso nella divisione amministrativa di Nuoro e vi rimase fino al 1859, quando (in seguito al cosiddetto decreto Rattazzi), entrò a far parte della nuova provincia di Cagliari, circondario di Oristano, mandamento di Macomer. Più tardi (nel 1865), al comune di Bortigali fu aggregato il territorio del soppresso comune di Mulargia.
Nel 1907 vi nacque la prima cooperativa casearia della Sardegna (l'attuale La.Ce.Sa) e nel 1927 fu inserito nella neonata provincia di Nuoro, della quale tuttora fa parte. Durante la seconda guerra mondiale è stato sede del Comando supremo delle forze armate della Sardegna, e diede i natali nel 1943 a Radio Sardegna, prima emittente libera d'Italia. Ha pagato più di altri paesi il problema emigrazione, con un notevole calo demografico negli anni ‘50-'60.

### Simboli
Lo stemma e il gonfalone del comune di Bortigali sono stati concessi con decreto del presidente della Repubblica del 28 maggio 2010.
Il gonfalone è un drappo di rosso.
I cavalli fanno parte della tradizione di Bortigali: nel borgo agricolo Padru Mannu si allevavano cavalli già dal 1770; il terreno fu poi acquistato, tra il 1879 e il 1883, dall'ingegnere e imprenditore Benjamin Piercy e qui si sviluppò una stazione di monta per la selezione di apprezzate razze equine e asinine che venivano vendute ai reparti militari di cavalleria.
Il colore verde è legato ai caddos birdes del folklore sardo, leggendari cavalli dal manto verde famosi per bellezza e difficili da incontrare, che compaiono nelle storie della tradizione orale.
La lettera B in oro è l'iniziale del nome del paese.

## Monumenti e luoghi d'interesse

### Architetture religiose
Nel solo centro abitato se ne contano ben sei (tutte ancora ben conservate, grazie anche alla presenza e alla cura dedicata loro da confraternite, obrieri, prioresse):
- la chiesa parrocchiale di Santa Maria degli Angeli. Qui si trovano i quattro quadri (che richiamano la pittura rinascimentale italiana, fiamminga e tedesca) di uno smembrato retablo della scuola di Giovanni del Giglio, convenzionalmente noto come Maestro di Ozieri, databile attorno al 1551[10];
- la chiesa del Rosario;
- la chiesa di San Palmerio;
- la chiesa di Santa Croce;
- la chiesa di San Giuseppe;
- la chiesa di Sant'Antonio.

Nell'agro del paese se ne contano altre quattro:
- la chiesa del Sacro Cuore di Gesù in località Padru Mannu, restaurata recentemente;
- la chiesa di San Giovanni (festeggiato fino agli anni '40), ora in rovina;
- la chiesa di San Martino, anch'essa in rovina.

A queste va aggiunta la chiesa di Santa Maria di Sauccu che, malgrado ricada nel territorio amministrativo del comune di Bolotana, con l'omonimo villaggio di muristenes appartengono alla comunità, civile e religiosa, di Bortigali.

### Architetture civili

#### Il centro storico: architettura e arte
Il centro storico di Bortigali è caratterizzato dalle strette stradine pavimentate col caratteristico selciato e dalle vecchie architetture rurali ingentilite e ornate da portali e architravi catalano-aragonesi (se ne contano oltre 80, "ripuliti" qualche anno fa a cura della Pro Loco). Di notevole interesse anche i palazzi borghesi del Corso Vittorio Emanuele, risalenti ai primi decenni del Novecento.

#### Gli architravi

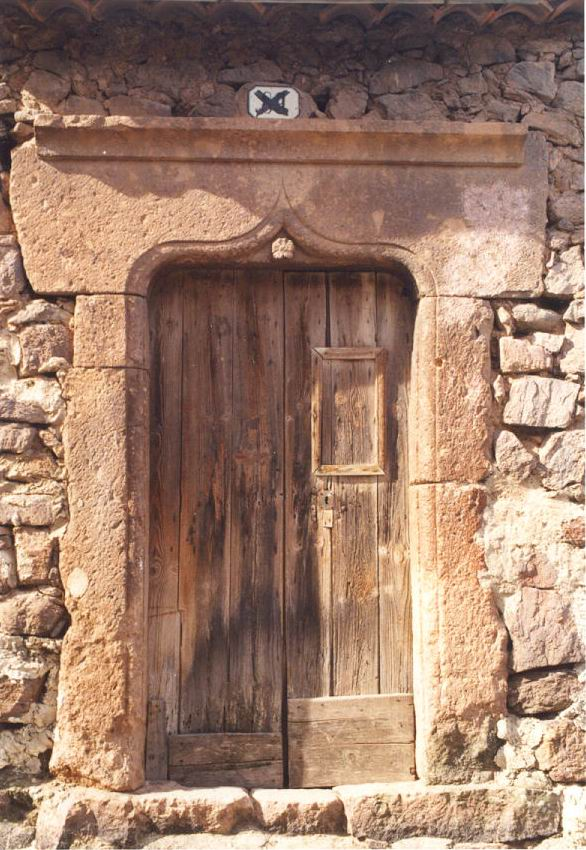
Centro storico. Via Re Galantuomo. Portale con architrave aragonese.

Sono classificabili come finestre e portali tardo-gotici o "catalano-aragonesi". Quelli censiti sono oltre ottanta, e si sa per certo che molti sono andati perduti negli anni. La definizione di "aragonesi" non implica l'attribuzione di uno stile architettonico (che è appunto tardo gotico), ma un riferimento alla loro origine storica. Gli Aragonesi, infatti, nel processo di consolidamento del loro potere in Sardegna, promossero una campagna di colonizzazione che includeva tutti i campi, da quello religioso a quello politico, da quello artistico a quello architettonico. Risulta che già subito dopo un anno dal loro sbarco in Sardegna nel 1323 essi chiamassero maestranze dalla Catalogna a dirigere i lavori di chiese e monumenti. Al loro seguito si riscontrò una notevole immigrazione di picapedras (scalpellini), che costituirono una vera e propria scuola di scalpellini-costruttori. Furono quasi sicuramente gli eredi sardi di questa scuola a continuare la tradizione della lavorazione della pietra nei periodi successivi, compreso quello in cui possono essere collocati gli architravi scolpiti a Bortigali, e cioè 1500–1600. Non è semplice assegnare uno stile unico a questi elementi architettonici. Molto spesso infatti compaiono assieme stili di epoche diverse: i picapedras locali continuano ad utilizzare ancora e soprattutto elementi del repertorio tardo-gotico introdotto dagli scalpellini catalani, ma li fondono con elementi rinascimentali, barocchi e di altri stili. I particolari costruttivi più ricorrenti sono: l'arco inflesso (con il cosiddetto motivo "a fiamma" al centro dell'architrave, cioè quella punta rivolta all'insù di diretta derivazione islamica), il simbolo "IHS" (marchio dei gesuiti, che arrivarono in Sardegna dopo il riconoscimento ufficiale fatto dalla Chiesa col concilio di Trento del 1540), i peducci ornamentali ornati da motivi fitomorfici, le abbondanti decorazioni a rosette e la ricorrente abitudine di porre la data della realizzazione. Tutto ciò, unito all'utilizzo dello stesso materiale – la bella trachite rossa locale – rende il centro storico di Bortigali un insieme omogeneo e degno di particolare attenzione.

### Siti archeologici

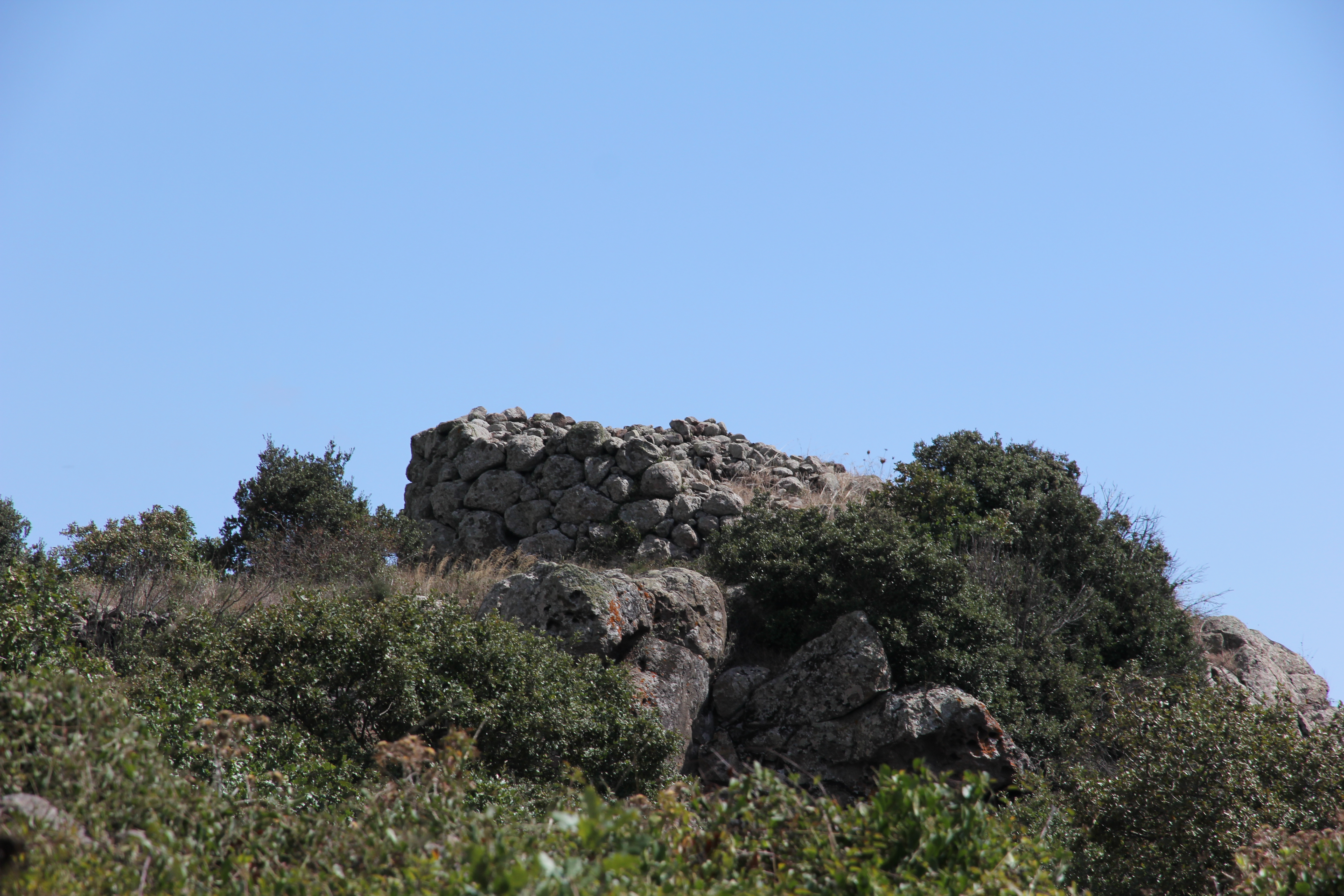
Nuraghe Pranu 'e Ruos

Bortigali vanta un patrimonio di monumenti archeologici molto ricco e soprattutto diversificato nelle tipologie. Si contano ben 43 nuraghi (una decina del tipo a corridoio, gli altri del tipo a torre, semplici e complessi), 10 domus de janas, 3 dolmen, 1 tomba di giganti. Il monumento più rilevante è certamente il maestoso nuraghe Orolo (raggiungibile sia a piedi tramite il sentiero Natura, sia in macchina, percorrendo la strada provinciale per Mulargia e seguendo le indicazioni sul tragitto), posto in posizione molto panoramica e al centro di una zona ricca di altre interessanti emergenze; è composto da una torre centrale a due piani e da un corpo aggiunto bilobato. Un recente restauro ne ha messo in evidenza la bellissima scala elicoidale di 56 gradini con la quale si sale agevolmente fino alla sommità.

## Società

### Evoluzione demografica
Abitanti censiti

### Etnie e minoranze straniere
Secondo i dati ISTAT al 31 dicembre 2010 la popolazione straniera residente era di 28 persone. Le nazionalità maggiormente rappresentate in base alla loro percentuale sul totale della popolazione residente erano:
- Romania 19 1,32%

### Lingue e dialetti
La variante del sardo parlata a Bortigali è quella logudorese centrale o comune.

### Istituzioni, enti e associazioni

#### Confraternite di Bortigali

##### Denominazioni e funzioni

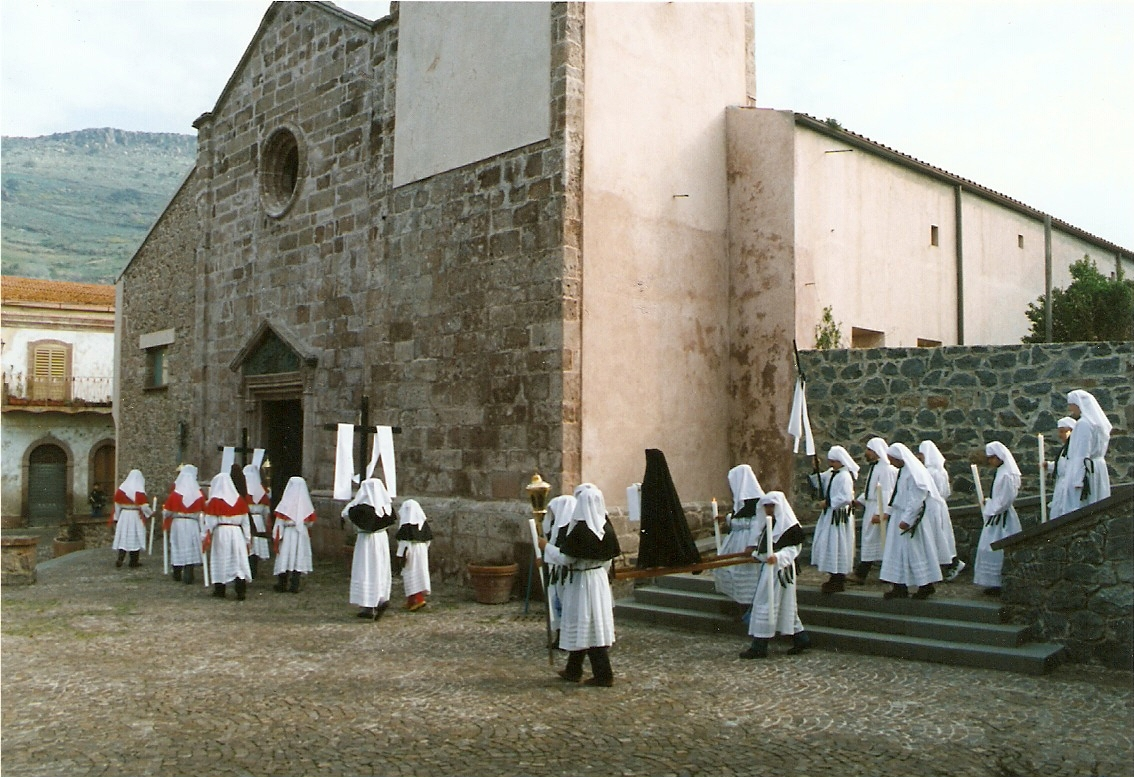
Le tre confraternite durante la processione di “Sas chircas” (venerdì santo). Sullo sfondo la chiesa parrocchiale.

Vi sono a Bortigali tre confraternite, ognuna titolare dell'omonima chiesa (o oratorio):
- di Santa Croce, istituita nel 1624 (documento esposto)
- delle Anime, istituita nel 1777 (documento esposto)
- del Rosario, consacrata nel 1864, ma sicuramente preesistente (il registro amministrativo esistente                                       è del 1839;  e, soprattutto, è citata nel Registro delle Visite Pastorali dell’anno 1661 ).

Sono associazioni di soli uomini, di carattere religioso: partecipano alle funzioni parrocchiali e ai funerali.
Nell'arciconfraternita di Santa Croce nei tempi andati erano presenti anche le consorelle, non esistono più dagli anni 40.

##### Culto
- La confraternita di Santa Croce nacque per la venerazione della croce (ed è quella che segue in modo particolare i riti della Settimana santa)
- La confraternita delle Anime per onorare la memoria dei defunti (ed è quella che deve presenziare ai funerali assieme alle altre confraternite; in questa occasione quattro confratelli usavano portare a spalla il feretro)
- La confraternita del Rosario nacque in segno di fede e culto per la Madonna del Rosario.

##### I confratelli
Anticamente l'appartenenza alle confraternite avveniva per status sociale ed economico; infatti appartenevano alla confraternita del Rosario soltanto i nobili, i benestanti invece facevano parte di quella delle Anime, alla confraternita di Santa Croce apparteneva il popolo (i cosiddetti "rustici"). Per poter accedere alla confraternita bisogna fare un periodo di noviziato, dopodiché si riceve la consacrazione a vita. Per quanto riguarda la composizione numerica attuale, ciascuna confraternita è composta da circa venti componenti.

##### Cariche
La carica principale è quella del priore, responsabile della confraternita per un anno. Vi sono poi le figure del vice-priore (che funge da amministratore dei beni della confraternita e che di solito rimane in carica per più anni) e del massaggiu (che esegue i lavori materiali). Sono entrambi nominati dal priore, il quale provvede anche alla nomina della prioressa (di solito in famiglia), la cui funzione consiste nel curare la pulizia e l'addobbo delle chiese (coadiuvata in questo da due sottoprioresse, sas suttas). Il priore viene eletto tra una terna di confratelli (la terna viene stilata dal priore uscente e dal vice-priore) che viene consegnata al parroco; prima della messa ogni confratello vota il confratello che secondo lui è il più adatto a prendere il nuovo incarico; dopo che tutti hanno espresso la propria preferenza il parroco proclama l'elezione (generalmente viene nominato priore il primo nominativo indicato nella terna). Il priore della confraternita delle Anime viene eletto la prima domenica di settembre; quello di Santa Croce il 14 settembre; quello del Rosario la prima domenica di ottobre. Le confraternite vivono coi lasciti (possiedono infatti delle proprietà terriere) e con le offerte, che in genere vengono date anche in occasione dei funerali.

##### Saluto
I confratelli, oltre a darsi del "voi" (in quanto compari a vita), si salutano nel modo seguente: 
- Confraternite del Rosario e delle Anime: «Ave Maria» - risposta: «Gratzia plena»
- Confraternita di S. Croce: «Deu gratzia» - risposta: «Sempre Deu gratzia»,oppure «sia lodato Gesù Cristo» - risposta:«sempre sia lodato».

##### Paramenti e vesti
Ogni confraternita possiede tutti i paramenti sacri per la celebrazione della messa. La veste (s'abidu) è rispettivamente composta da:
- confraternita della Santa Croce: tunica bianca stretta in vita da un cordone bianco, frange nere nelle maniche, nastro nero, cappuccio bianco appeso alle spalle;
- confraternita delle Anime: tunica bianca, cordone rosso, frange rosse, nastro rosso, cappa rossa e fazzoletto appeso al cordone;
- confraternita del Rosario: tunica bianca, cordone azzurro, frange nere, nastro nero, cappa nera e fazzoletto e rosario appesi al cordone. Il fazzoletto bianco viene messo in testa sopra un cappello in segno di lutto (il Venerdì Santo e nei funerali dei confratelli della medesima confraternita o del parroco).

##### Insegne
Alle processioni solenni ogni confraternita porta un crocifisso sormontato da un drappo che in genere è preso dal massaggiu (su Cristos), due lanterne ( lampiones), due bastoni sormontati da una croce che in genere prendono il priore e il vicepriore in carica (sos baculos o rughittas) – che servono ad individuare i titolari delle cariche - oltre alle candele (azzas).

## Cultura

### Media

#### Radio Sardegna
Bortigali divenne, durante la seconda guerra mondiale, il punto di riferimento di tutta la Sardegna, dopo che il generale Antonio Basso la scelse (forse per la sua posizione centrale e per la protezione del monte Santu Padre) come sede del Comando supremo delle forze armate della Sardegna. Nel 1943, quando gli americani fecero credere ad un loro sbarco in forze nell'isola, la sua importanza valicò i confini strettamente regionali. Nei giorni successivi all'armistizio dell'8 settembre, grazie all'intuizione e all'opera di alcuni ufficiali e soldati addetti alle stazioni radio (tra le più potenti del periodo), furono mandate in onda, in Sardegna e in tutto il mondo, delle brevi trasmissioni (che, nel primo periodo, avevano uno scopo "umanitario": inviare al di fuori dell'isola le notizie di quanti, militari e civili, vi risiedevano), precedute dalle prime note dell'Inno Sardo e dalla sigla «Qui Radio Sardegna, libera voce d'Italia…». Era nata quella che poi divenne (potenziandosi e trasferendosi a Cagliari) l'emittente regionale. Ma soprattutto era la prima e unica radio libera (libera perché, contrariamente alle altre zone d'Italia, i tedeschi erano già andati via e gli americani non erano ancora arrivati). I suoi microfoni (che per motivi tecnici dovevano stare lontani e isolati rispetto alle potenti radio R6) furono sistemati, dopo un breve periodo, nel rifugio antiaereo posto alla periferia del paese. Nel 1945, trasferitasi a Cagliari, diede in anteprima mondiale (venti minuti prima di Radio Londra) l'annuncio della fine della guerra. Il 40º anniversario della prima radio libera sarda fu festeggiato alla presenza dei suoi pionieri il 16 ottobre 1983 con ospiti alcune importanti autorità dello Stato (fra le quali il presidente del Senato Francesco Cossiga, il ministro della Marina mercantile Ariuccio Carta e il presidente della Regione Angelo Rojch).

### Eventi

#### Sagra campestre di santa Maria de Sauccu

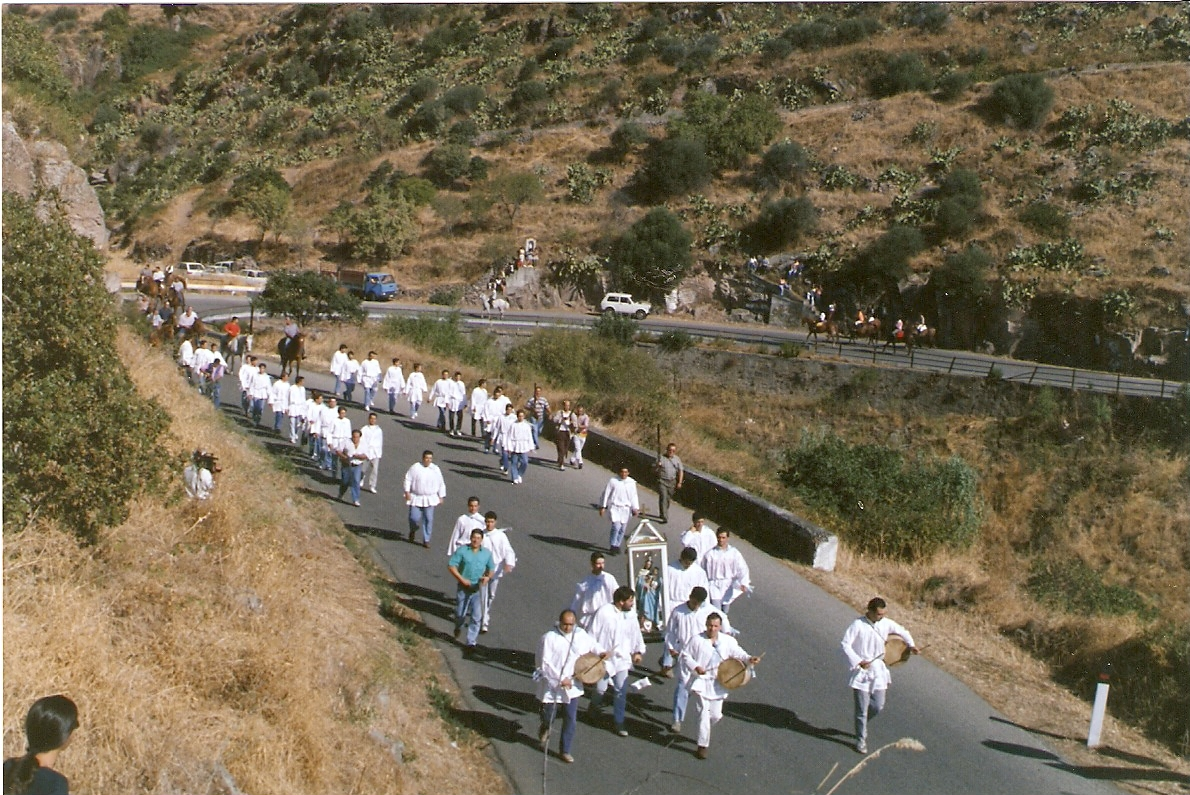
Sagra di santa Maria de Sauccu. Accompagnamento al monte del simulacro di santa Maria Manna.

La sagra, di cui si hanno notizie documentate da registri amministrativi sin dal 1606, ha mantenuto quasi intatte le sue caratteristiche tradizionali (tra cui quella di essere a totale carico di un obriere di nomina annuale) e la sua genuinità. Inizia il 7 settembre di ogni anno per concludersi il 17 dello stesso mese. La mattina del sette due distinte processioni accompagnano i due simulacri della Madonna alla chiesa nell'omonimo villaggio montano (raggiungibile anche in macchina dalla provinciale Campeda-Bolotana): la prima è formata esclusivamente da fedeli a piedi e porta il simulacro più piccolo,  santa Mariedda; la seconda parte qualche ora più tardi, è formata da una cinquantina di "confratelli" a piedi vestiti con la tunica bianca e da un centinaio di cavalieri (alcuni dei quali portano in groppa la dama su un'originale sella detta striglione), e accompagna il simulacro più grande di Santa Maria Manna. La partenza e l'arrivo (dopo circa tre ore) delle due processioni sono salutati dal suono dei tamburini e da migliaia di colpi di fucileria a salve. Nel villaggio di Santa Maria, formato da una cinquantina di muristenes, si svolgono le tradizionali novene, con momenti dedicati alla fede e altri al divertimento (musica, balli e abbondanti libagioni). Il giorno 17 settembre le due processioni effettuano il percorso inverso; in particolare, il simulacro di santa Maria Manna giunge a Bortigali intorno a mezzogiorno, la sera viene portato in giro dai "confratelli" presso tutte le famiglie del paese, e infine viene riposto nella chiesa di Santa Croce, sempre accompagnato dal saluto dei fucilieri.

#### Festa di sant'Antonio Abate

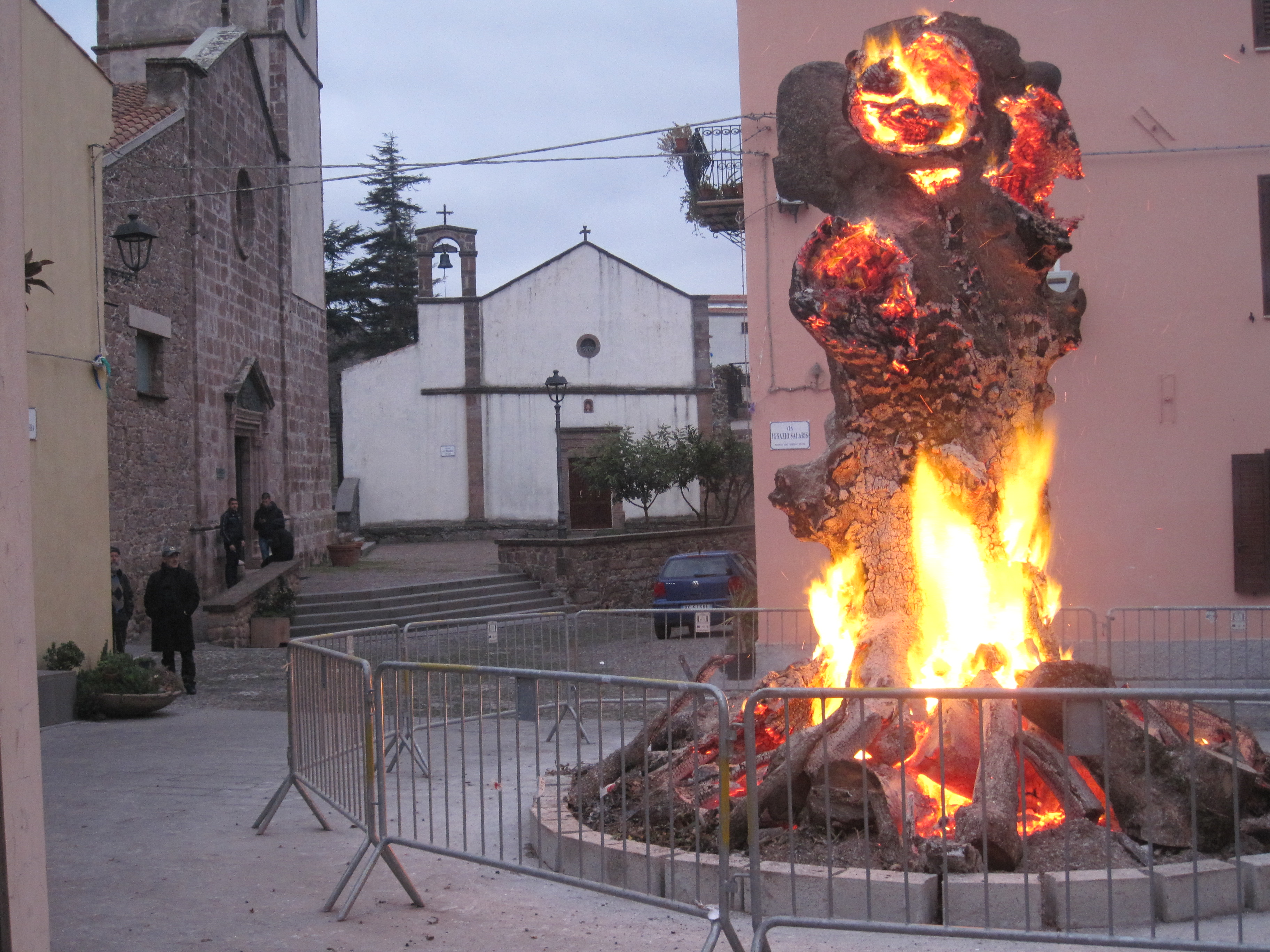
Festa di sant'Antonio. La grande “tuva” del 2012. Sullo sfondo le facciate della parrocchiale e della chiesa del Rosario

Per una consuetudine ormai consolidata, la festa di sant'Antonio Abate (Sant'Antoni de su fogu) viene celebrata il sabato e la domenica successivi al “canonico” 17 gennaio. Come in quasi tutti i paesi della fascia centrale della Sardegna, si caratterizza per l'accensione del fuoco, a Bortigali ottenuto bruciando la tuva, tronco cavo di un grosso albero. La festa, totalmente a carico di un obriere a nomina annuale (come per la sagra di santa Maria de Sauccu), ha nel corso dell'anno diversi appuntamenti. Dopo la nomina (durante la messa della domenica suddetta) e il passaggio di consegne, detto “Cambio delle bandiere” (a giugno, per S. Antonio da Padova), il primo impegno del nuovo obriere consiste in un'intera giornata (di solito a fine settembre) dedicata al taglio, raccolta e trasporto in paese della legna, col coinvolgimento di centinaia di persone. Il sabato di gennaio, giorno della vigilia, il simulacro del Santo (che ha ai piedi il caratteristico porcellino) viene trasportato in processione dalla “sua” chiesa, ricavata in una grotta di trachite, alla parrocchiale. Nel piazzale prospiciente, il sacerdote procede alla benedizione del fuoco (preparato in mattinata e acceso da s'oberaja nel primo pomeriggio). Fuoco che viene poi allestito nuovamente l'indomani mattina e la domenica successiva, giorno della cosiddetta ottava. I vari spostamenti del simulacro e altri momenti dei festeggiamenti sono accompagnati dal lancio dei coetes e dall'accensione di batterie di mortaretti. Non mancano naturalmente i momenti di convivialità, con pranzi, cene e i classici “inviti”. Dal 2012 la cena della domenica è offerta a tutti (mentre sino ad allora questo e altri momenti “laici” erano destinati solo agli “invitati”, parenti e amici dell'obriere).

## Economia

### La cooperativa casearia

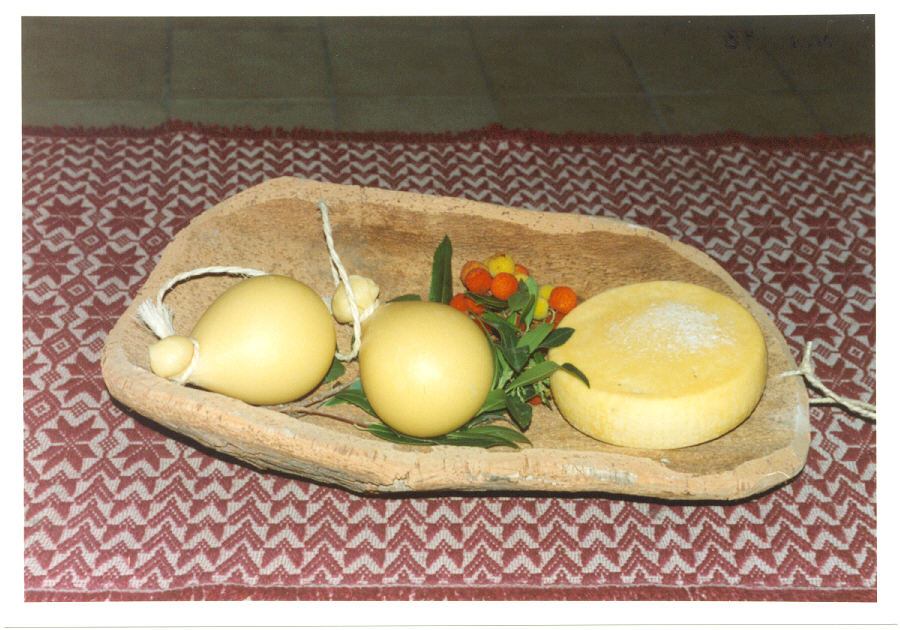
Formaggi tipici di Bortigali: casizolos e fresa de attunzu.

Il 25 agosto 1907 fu costituita a Bortigali, grazie anche all'impulso dato dal medico condotto Pietro Solinas, la “Latteria Sociale Cooperativa”, primo e per molti anni unico esempio di cooperazione nel settore caseario in Sardegna. Nacque per l'esigenza degli allevatori locali di opporsi all'egemonia degli industriali del continente che da qualche anno avevano impiantato a Macomer i primi caseifici per la produzione del Pecorino Romano, oltre che per il normale desiderio economico di produrre, competere, e far conoscere i propri prodotti, in un periodo di espansione e di generale dinamismo dell'agricoltura sarda. Per molti anni si distinse tra le altre cooperative sarde, anche di altri settori, per il giro d'affari e le capacità organizzative. Ancora oggi, con la denominazione di La.Ce.Sa. (Latteria Centro Sardegna) è una delle realtà più importanti e note del settore. Vi si producono (oltre al Pecorino Romano destinato all'esportazione) alcuni formaggi tipici e rinomati, quali il caciocavallo o casizolu, il provolone, sa fresa 'e attunzu (un vaccino a pasta molle che si sta attualmente cercando di promuovere anche con un'apposita sagra organizzata dalla Pro Loco).

## Infrastrutture e trasporti

### Ferrovie
Il comune è servito dalla stazione di Bortigali, posta lungo il percorso della ferrovia Macomer-Nuoro, e collegata con questi due centri e con gli altri scali intermedi della linea dai treni dell'ARST.

## Amministrazione
| Periodo         | Periodo         | Primo cittadino    | Partito                                  | Carica  | Note   |
| --------------- | --------------- | ------------------ | ---------------------------------------- | ------- | ------ |
| 23 aprile 1995  | 16 aprile 2000  | Mario Uda          | liste civiche di centro-sinistra         | sindaco | [ 24 ] |
| 16 aprile 2000  | 8 maggio 2005   | Mario Uda          | liste civiche di centro-sinistra         | sindaco | [ 25 ] |
| 8 maggio 2005   | 30 maggio 2010  | Marco Mura         | lista civica                             | sindaco | [ 26 ] |
| 30 maggio 2010  | 31 maggio 2015  | Francesco Caggiari | lista civica "Bene Comune"               | sindaco | [ 27 ] |
| 31 maggio 2015  | 26 ottobre 2020 | Francesco Caggiari | lista civica "Bortigali Bene Comune 2.0" | sindaco | [ 28 ] |
| 26 ottobre 2020 | in carica       | Francesco Caggiari | lista civica "Bortigali Bene Comune"     | sindaco | [ 29 ] |